# The Ciphers of the Monks

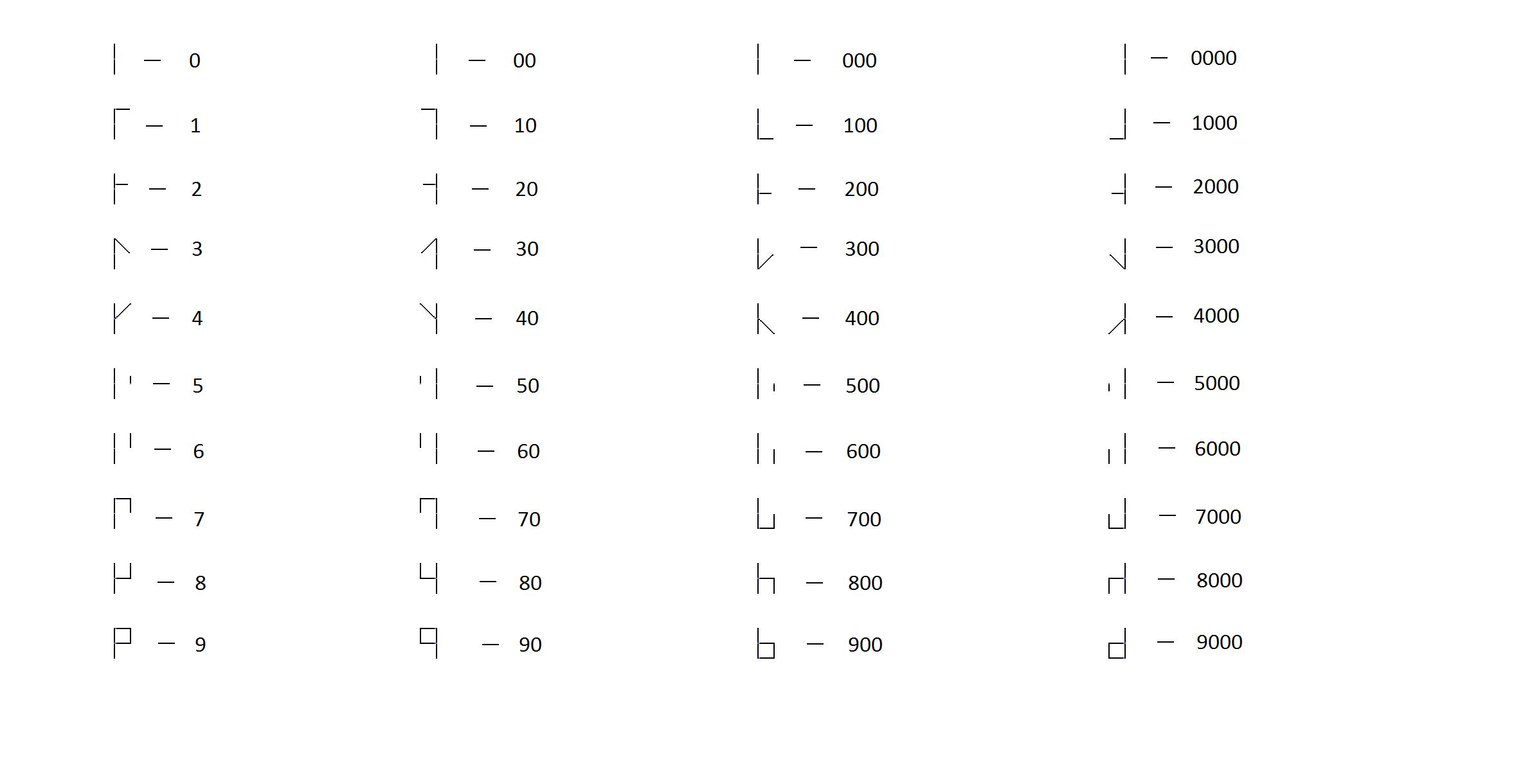
Símbolos básicos del sistema de cifrado

The Ciphers of the Monks (en castellanoː Los cifrados de los monjes) es un libro de gran difusión del escritor estadounidense David A. King. que trata sobre un sistema medieval de cifrado de números.

## Contenido
El libro describe en detalle, un sistema de numeración que fue utilizado comúnmente por los monjes europeos en la Edad Media. Ese sistema de numeración permite escribir los números del 1 al 9999 con un mínimo de trazos (movimientos). Este sistema de numeración con el tiempo cayó en desuso siendo sustituido por las cifras actuales.

## El sistema de cifrado

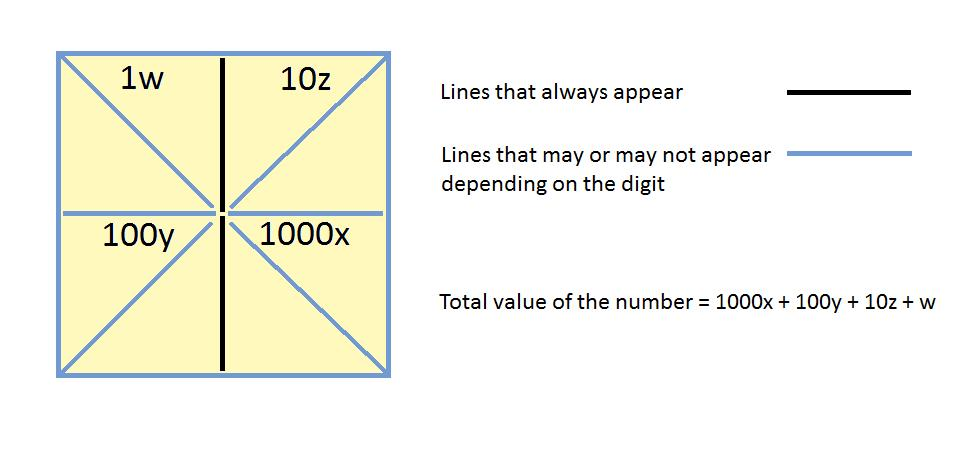
Plantilla de los símbolos

El sistema utiliza como símbolo principal una línea recta vertical, que divide el plano bidimensional "con cuatro cuadrantes asociados", conjuntamente con nueve símbolos inscribibles en cada cuadrante. Cada uno de los cuatro cuadrantes representa un rango multiplicador con distinto peso, es decirː unidades, decenas, centenas, miles
empezando en el primer cuadrante de Descartes y en sentidoː
superiorː derecho (I), izquierdo (II)
inferior..ː derecho(III), izquierdo (IV)
Cada número está compuesto esencialmente por un eje vertical con un dígito multiplicador en cada uno de los cuatro cuadrantes.
Finalmente, el número representado se puede determinar con una simple inspección visual sumando los valores (con su peso) representados en cada uno de los cuatro cuadrantes.
El sistema de numeración fue inventado en 1300 por monjes cistercienses franceses. Fue sustituido más tarde por el sistema de numeración Hindú-Árabe En cualquier caso, este sistema de numeración inspiró más tarde varios sistemas de escritura rápida así como algunas claves secretas.
En Gran Bretaña, la primera persona que utilizó este sistema de cifrado fue Juan de Basingstoke.

## Comentarios
El libro ha recibido en general comentarios muy positivos.